# Цкрути
Цкрути (груз. წყრუთი) — село в Грузии, на территории Ахалцихского муниципалитета края (мхаре) Самцхе-Джавахети.

## География
Село находится в южной части Грузии, на левом берегу реки Лерциана (левый приток Поцхови), на расстоянии приблизительно 3 километров (по прямой) к северо-западу от города Ахалцихе, административного центра муниципалитета. Абсолютная высота — 1136 метров над уровнем моря.

## Население
По результатам официальной переписи населения 2014 года, в Цкрути проживало 1056 человек (523 мужчины и 533 женщины). В национальной структуре населения армяне составляли 99,7 %, грузины — 0,2 %, греки — 0,1 %.
| Год  | Население, человек |
| ---- | ------------------ |
| 2002 | 1194               |
| 2014 | ↘ 1056             |